# Cratere Huxley (Luna)
Huxley è un cratere lunare di 3,48 km situato nella parte nord-occidentale della faccia visibile della Luna.
Il cratere è dedicato al biologo britannico Thomas Henry Huxley.